# Betriebshof Spandau (Straßenbahn)

Betriebshof mit Kraftwerk an der Pichelsdorfer Straße, um 1900

Pichelsdorfer Straße mit dem angeschnittenen Kraftwerk (links), um 1900

Abgestellte T 24-Triebwagen in der abgedeckten Wagenhalle III, 1964

Der Betriebshof Spandau war ein Betriebshof der Berliner Straßenbahn im Ortsteil Wilhelmstadt des Bezirks Spandau. Er wurde ab 1920 bei der Berliner Straßenbahn als Bahnhof 28 bezeichnet, ab etwa 1935 erhielt er das Kürzel Spa. Er entstand 1894 als Betriebshof für die Spandauer Straßenbahn und ging 1920 in den Besitz der Berliner Straßenbahn über. Zwischen 1933 und 1945 diente der Hof zusätzlich der Beheimatung der Fahrzeuge der Obuslinie A31 (Bf Spandau – Staaken). Nach seiner Zerstörung im Zweiten Weltkrieg fuhren ab Juli 1945 wieder Züge vom Hof. 1962 schlossen die Berliner Verkehrsbetriebe (BVG) den Hof und verkauften das Grundstück 1965 an eine Wohnungsbaugesellschaft.

## Lage und Aufbau
Der Betriebshof befand sich an der Pichelsdorfer Straße 80–83, später Pichelsdorfer Straße 52–56. Das Gelände wurde von Pichelsdorfer Straße, Weverstraße, Wörther Straße und Wachenheimer Weg umschlossen. Die Wörther Straße wurde in den 1930er Jahren in diesem Abschnitt aufgehoben.
Der Hof verfügte über mehrere Wagenhallen mit insgesamt 16 Hallengleisen und Platz für bis zu 103 Straßenbahnwagen. Hinzu kamen mehrere Freiluft-Abstellgleise und eine Gleisschleife, die um die Hallen herumführte. Die Zufahrt erfolgte von der Pichelsdorfer Straße aus Richtung Spandau, ab 1927 bestand eine zusätzliche Anbindung der südlichen Halle in Richtung Pichelsdorf. Für den Obusbetrieb bestand von 1933 bis 1945 eine separate Wagenhalle mit drei nebeneinander geordneten Stellplätzen und einer Revisionsgrube. Die von der Weverstraße aus zugängliche Halle war im Norden des Grundstücks gelegen.
Im nordwestlichen Teil des Grundstücks befand sich zwischen 1895 und 1915 ein Kraftwerk zur Stromversorgung der Bahn. Dort befand sich ebenfalls das Verwaltungsgebäude. Das Kraftwerk gegenüber der Pichelsdorfer Straße leicht zurückversetzt stand. Ob beide Gebäude zeitweise gleichzeitig oder zeitlich versetzt bestanden, ist nicht bekannt.

## Geschichte
Die Spandauer Straßenbahn nahm 1892 ihren Betrieb als meterspurige Pferdebahn auf. Die Pferde und Wagen waren anfangs in einem Hof in der Schönwalder Straße beheimatet, der sich schnell als zu klein erwies. Nachdem die Allgemeine Deutsche Kleinbahn-Gesellschaft die Betriebsführung der Bahn übernahm, errichtete diese in der Pichelsdorfer Straße einen neuen Hof. Dieser ging gleichzeitig mit dem ersten Abschnitt der Straßenbahnstrecke von Spandau nach Pichelsdorf am 24. Juni 1894 in Betrieb.
Die Elektrifizierung des Netzes war zu dieser Zeit bereits absehbar. Die mit der Elektrifizierung beauftragte Allgemeine Elektrizitäts-Gesellschaft (AEG) begann 1895 mit dem Bau eines Kraftwerks auf dem Betriebshofgelände, das ab März 1896 den benötigten Strom produzierte. Ebenfalls 1895 wurde der Hof um eine zweite Wagenhalle mit 55 m Länge ergänzt. von 1906 bis 1907 folgte die Umspurung des Netzes auf Normalspur, um einen späteren Anschluss an das Berliner Straßenbahnnetz zu ermöglichen. Während dieser Zeit waren die Strecken teilweise mit Dreischienengleisen ausgerüstet, um die Fahrzeuge beider Spurweiten zum Hof zu führen. Der Hof wurde mit dem Ausbau des Spandauer Straßenbahnnetzes und der Inbetriebnahme weiterer Wagen schrittweise ausgebaut. 1909 entstand eine zweite Halle neben dem Bau von 1895, von Herbst 1918 bis zum Frühjahr 1919 folgte ein dritter Anbau. Das Kraftwerk war bis zur Inbetriebnahme des Städtischen Kreiskraftwerks 1914  in Betrieb, 1915 sprengten Pioniere Teile der Anlage.
Mit dem Übergang der Spandauer Straßenbahn auf die Berliner Straßenbahn erhielt der Hof die interne Nummer 28 zugeteilt. Der Betriebshof Grenzstraße der ehemaligen Straßenbahn Spandau – Nonnendamm wurde ihm als Wagenhalle mit der Nummer 28a zugeteilt. Ab 1923 waren zusätzlich die auf der Linie 120 eingesetzten Trieb- und Beiwagen in Spandau beheimatet. Neben dieser war Spandau zu dieser Zeit Heimatbahnhof für die Züge der Linien 54, 154, 55 und 58. Mit der Inbetriebnahme der Straßenbahnstrecke von Pichelsdorf zum Bahnhof Heerstraße im Jahr 1927 erhielt die Halle eine zusätzliche Einfahrt aus Richtung Süden. Ab 1933 waren zudem die Busse der Obuslinie A31 in Spandau beheimatet, für die am Nordrand eine separate Wagenhalle mit Revisionsgrube entstand.
Während des Zweiten Weltkrieges erfuhr der Betriebshof weitreichende Zerstörungen der Hochbauten. Neben den Betriebshöfen Kreuzbergstraße, Treptow und dem Hauptlager Wittenau wies der Hof Spandau bei Kriegsende die stärksten Zerstörungen auf. Die Obushalle mit vier darin befindlichen Obussen wurde zerstört und nicht wieder in Betrieb genommen. Am 14. Juli 1945 verkehrten die ersten Züge wieder vom Hof in Richtung Altstadt Spandau.
Am 1. Oktober 1962 schloss die BVG den Betriebshof, nachdem zuvor die Einstellung des Straßenbahnbetriebs in West-Berlin beschlossen wurde. Einige Monate waren auf dem Gelände noch zu verschrottende Wagen abgestellt, bevor der Bahnhof von April bis Oktober 1965 abgebrochen wurde. Die BVG verkaufte das Grundstück daraufhin an die Gagfah, die auf dem rund 1,8 Hektar großen Gelände Wohnhäuser errichtete.